# Haylockia
Haylockia é um género botânico pertencente à família amaryllidaceae.

## Espécies
- Haylockia americana
- Haylockia andina
- Haylockia briguetii
- Haylockia chihuanhuayii
- Haylockia chihuanhuayu

1. ↑  «Haylockia — World Flora Online». www.worldfloraonline.org. Consultado em 19 de agosto de 2020